# Beatriz Aguirre
Beatriz Aguirre (Coahuila, 21 de março de 1925 — Los Angeles, 29 de setembro de 2019) foi uma atriz mexicana.

## Filmografia

### Televisão
- Ni contigo ni sin ti (2011)...  Doña Miranda De la Reguera de Fernández
- Cuidado con el ángel (2008 - 2009).... Mariana Bustos de San Román
- Peregrina (2005).... Jueza Navarro
- Corazones al límite (2004).... Doña Victoria Antillón
- De pocas, pocas pulgas (2003).... Jacobita
- Sin pecado concebido (2001).... Doña Salud Rojas de Villavicencio
- Locura de amor (2000).... Doña Esther Sandoval
- Nunca te olvidaré (1999).... Alfonsa Valderrama
- El privilegio de amar (1999)
- Huracán (1997).... Doña Irasema
- Confidente de secundaria (1996).... Dinorah
- María José (1995).... Teresa
- Alondra (1995).... Rosita
- El vuelo del águila (1994).... Agustina de Romero Rubio (adulta)
- Entre la vida y la muerte (1993).... Doña Rebeca
- Destino (1989).... Antonia
- Dulce desafío (1988).... Doña Esther Sandoval
- Muchachita (1986).... Nena
- La pasión de Isabela (1984).... Celina
- Bianca Vidal (1982).... Emilia
- Déjame vivir (1982).... Graciela
- El hogar que yo robé (1981).... Janina
- Ambición (1980)
- Colorina (1980).... Iris
- Corazones sin rumbo (1980).... Lorenza
- Viviana (1978).... Luz María
- Doménica Montero (1978).... Doña Mercedes Robles
- Ladronzuela (1978)
- La noche del sábado (1978).... Condesa Rinaldi
- Los bandidos del río frío (1976).... Agustina
- La señora joven (1972).... Lucila Ricarte
- La Constitución (1970)
- La frontera de cristal (1969) .... Soledad
- Detrás del muro (1967)
- Más fuerte que tu amor (1966)
- Vivimos en una estrella (1963)
- El profesor Valdez (1962)
- Las gemelas (1961).... Paula/Amelia
- Amar fue su pecado (1960)
- El hombre de oro (1960)
- Teresa (1959).... Luisa

### Cinema
- Los inadaptados (2011) .... Anita
- Las pasiones de Sor Juana (2004) .... Doña Soledad
- Acosada (2002) .... Mamá Beba
- Los años de Greta (1992).... Greta
- Terror, sexo y brujería (1989)
- Días difíciles (1987).... Doña Amalia Castelar
- En busca de un muro (1974).... Madre de Orozco
- Un sueño de amor (1972)
- Secreto de confesión (1971).... Madre de María
- Mamá Dolores (1970)
- Cautivo del más allá (1968)
- Dile que la quiero (1963)
- México de mis recuerdos (1963).... Carmelita
- Un día en diciembre (1962)
- Espiritismo (1962).... Estercita
- Sol en llamas (1961)
- Caperucita Roja y sus tres amigos (1961).... Madre de Caperucita
- Senda prohibida (1961)
- Caperucita Roja (1960).... Madre de Caperucita
- Mi madre es culpable (1960).... Lucía Arellano
- 800 leguas por el Amazonas (1959).... Yaquita
- Misterios de ultratumba (1959).... Rosario
- Chicas casaderas (1959)
- La edad de la tentación (1959)
- El ojo de cristal (1956)
- Mañana cuando amanezca (1955)
- Educando a papá (1955)
- Vuelo 971 (1954)
- Mi campeón (1952)
- Mi esposa y la otra (1952).... Alicia
- La hija de la otra (1951)
- La loca de la casa (1950)
- Sobre las olas (1950).... Lolita
- Mala hembra (1950)
- Vino el remolino y nos alevantó (1950).... Adela
- La dama del alba (1950).... Angélica
- Mariachis (1950)
- Tierra muerta (1949)
- La familia Pérez (1949)
- Cuando los padres se quedan solos (1949).... Charito
- El tigre de Jalisco (1947)
- Nuestros maridos (1946)
- En tiempos de la Inquisición (1946)
- Amor prohibido (1945).... Beatriz
- La pajarera (1945)
- La trepadora (1944)
- La monja alférez (1944)